# 영월FM공동체라디오
영월FM공동체다리오는 대한민국의 공동체라디오 강원특별자치도 영월군 중심으로 라디오방송을 송출하고 있다. 주파수는 FM 99.1MHz

## 연혁
- 2021년 7월 21일 대한민국 방송통신위원회에서 방송 허가.
- 2023년 6월 15일 시험 방송 시작.
- 2023년 9월 27일 개국.